# Austin (chanson de Dasha)
 (août 2024).
La mise en forme du texte ne suit pas les recommandations de Wikipédia : il faut le « wikifier ».
Les points d'amélioration suivants sont les cas les plus fréquents. Le détail des points à revoir est peut-être précisé sur la page de discussion.
- Les titres sont pré-formatés par le logiciel. Ils ne sont ni en capitales, ni en gras.
- Le texte ne doit pas être écrit en capitales (les noms de famille non plus), ni en gras, ni en italique, ni en « petit »…
- Le gras n'est utilisé que pour surligner le titre de l'article dans l'introduction, une seule fois.
- L'italique est rarement utilisé : mots en langue étrangère, titres d'œuvres, noms de bateaux, etc.
- Les citations ne sont pas en italique mais en corps de texte normal. Elles sont entourées par des guillemets français : « et ».
- Les listes à puces sont à éviter, des paragraphes rédigés étant largement préférés. Les tableaux sont à réserver à la présentation de données structurées (résultats, etc.).
- Les appels de note de bas de page (petits chiffres en exposant, introduits par l'outil «  Source ») sont à placer entre la fin de phrase et le point final[comme ça].
- Les liens internes (vers d'autres articles de Wikipédia) sont à choisir avec parcimonie. Créez des liens vers des articles approfondissant le sujet. Les termes génériques sans rapport avec le sujet sont à éviter, ainsi que les répétitions de liens vers un même terme.
- Les liens externes sont à placer uniquement dans une section « Liens externes », à la fin de l'article. Ces liens sont à choisir avec parcimonie suivant les règles définies. Si un lien sert de source à l'article, son insertion dans le texte est à faire par les notes de bas de page.
- La présentation des références doit suivre les conventions bibliographiques. Il est recommandé d'utiliser les modèles {{Ouvrage}}, {{Chapitre}}, {{Article}}, {{Lien web}} et/ou {{Bibliographie}}. Le mode d'édition visuel peut mettre en forme automatiquement les références.
- Insérer une infobox (cadre d'informations à droite) n'est pas obligatoire pour parachever la mise en page.

Pour une aide détaillée, merci de consulter Aide:Wikification.
Si vous pensez que ces points ont été résolus, vous pouvez retirer ce bandeau et améliorer la mise en forme d'un autre article.
Pour les articles homonymes, voir Austin.
Albums de Dasha
Dirty Blonde
(2023)
Singles de Dasha
Even Cowboys Cry
(2023) King of California
(2023)
Clip vidéo
[vidéo] « Austin », sur YouTube
Austin ou Austin (Boots Stop Workin') est une chanson de la chanteuse américaine Dasha. Elle sort le 17 novembre 2023 en tant qu'extrait de son deuxième album studio What Happens Now? Dasha a coécrit la chanson, qui devint virale sur TikTok. Austin devint le premier single de Dasha à entrer dans le hit-parade, atteignant la 18e place du Billboard Hot 100 en août 2024. Hormis les États-Unis, Austin atteignit le top dix des classements en Belgique (Flandre), en Irlande, aux Pays-Bas, en Norvège, ainsi qu'au Royaume-Uni.

## Composition
Co-écrit par Dasha, Adam Wendler, Cheyenne Rose Arnspiger, Kenneth Travis Heidelman, David Le Roy et Jean-Christophe Belval, Austin est un titre chanté intégralement en anglais et longue d'une durée de deux minutes et cinquante-et-une secondes au total.
Lors d'une session à Los Angeles début 2023, Dasha est en studio et commence à travailler sur une chanson mais le résultat n'était pas au rendez-vous alors elle suggère de faire une petite pause, pendant laquelle elle raconte l’histoire d’une relation tumultueuse. À la fin de la pause, le groupe a transformé son chagrin en un véritable succès. La perspective d'une "femme méprisante" de cette chanson fut employée et rendu en "quelque chose de vraiment sympa et qui déchire" pour Austin. La chanson fut décrite comme une "ode accrocheuse à un amoureux qui ne s'engagera pas".

## Sortie
Sortie le 17 novembre 2023, la chanson devint virale sur TikTok en mars 2024, qui fut amplifiée lorsque Dasha posta une vidéo d'elle-même dansant sur la chanson, ce qui lui a valu d'être utilisée dans plus de 750 000 vidéos sur le réseau social, à partir de mai 2024. À la fin de mai 2024, la chanson fut ré-intitulée Austin (Boots Stop Workin') sur les services de streaming et sur les plateformes digitales.

## En direct
Dasha interpréta Austin lors des CMT Music Awards, le 17 avril 2024, ainsi que lors du Grand Ole Opry, le 15 juin 2024,.

## Classements et certifications

### Classements hebdomadaires
| Classement (2024)                  | Meilleure position | Certification                |
| ---------------------------------- | ------------------ | ---------------------------- |
| AUS                                | 10                 | - ARIA : Platine             |
| AUT                                | 12                 | - IFPI : Or                  |
| BLR                                | 195                |                              |
| BEL (Flandre)                      | 2                  |                              |
| BEL (Wallonie)                     | 13                 |                              |
| CAN                                | 11                 | - Music Canada : 3 × Platine |
| CEI                                | 48                 |                              |
| HRV                                | 9                  |                              |
| CZE                                | 6                  |                              |
| CZE                                | 77                 |                              |
| DNK                                | 35                 | - IFPI Danmark : Or          |
| EST                                | 1                  |                              |
| FRA                                | 42                 | - SNEP : Or                  |
| DEU                                | 20                 |                              |
| GRC                                | 85                 |                              |
| ISL                                | 24                 |                              |
| IRL                                | 5                  |                              |
| LVA                                | 13                 |                              |
| LTU                                | 71                 |                              |
| LTU                                | 27                 |                              |
| LUX                                | 19                 |                              |
| NLD                                | 2                  |                              |
| NLD                                | 11                 |                              |
| NZL                                | 11                 | - RMNZ : Platine             |
| NOR                                | 7                  |                              |
| POL                                | 42                 |                              |
| PRT                                | 138                | - AFP : Or                   |
| SVK                                | 3                  |                              |
| SVK                                | 68                 |                              |
| ZAF                                | 18                 |                              |
| SWE                                | 15                 |                              |
| CHE                                | 15                 | - IFPI : Or                  |
| GBR (OCC)                          | 5                  | - BPI : Platine              |
| GBR (OCC)                          | 5                  | - BPI : Platine              |
| GBR Country Airplay (Radiomonitor) | 1                  | - BPI : Platine              |
| USA                                | 18                 |                              |
| USA Adult Pop Airplay (Billboard)  | 11                 |                              |
| USA Country Airplay (Billboard)    | 14                 |                              |
| USA (Billboard)                    | 3                  |                              |
| USA (Billboard)                    | 17                 |                              |

### Classements mensuels
| Classement (2024)             | Position |
| ----------------------------- | -------- |
| CEI (TopHit)                  | 68       |
| CZE (Singles Digitál Top 100) | 97       |
| EST (TopHit)                  | 1        |
| LTU (TopHit)                  | 31       |
| SVK (Rádio – Top 100)         | 3        |
| SVK (Singles Digitál Top 100) | 71       |